# Procuradoria-Geral da União
A Procuradoria-Geral da União é um órgão de direção superior da Advocacia-Geral da União, instituição que representa a União judicial e extrajudicialmente, e subordina-se direta e imediatamente ao Advogado-Geral da União. 

## Estrutura
- Departamento de Assuntos Militares e de Pessoal Estatutário
- Departamento Trabalhista
- Departamento de Patrimônio Público e Probidade Administrativa
- Departamento Internacional
- Departamento de Estudos Jurídicos e Contencioso Eleitoral
- Departamento de Cálculos e Perícias
- Departamento de Serviço Público.

Além disso compõe-se de três tipos de procuradorias: às Procuradorias-Regionais incumbe a representação da União nos Tribunais Regionais Federais; às Procuradorias da União nos Estados incumbe a representação da União nos processos da Justiça Federal, comum e especializada; enquanto que às Procuradorias-Seccionais da União incumbe a representação da União na primeira instância da Justiça Federal, comum e especializada, em varas existentes fora das capitais. 

## Chefia
A Procuradoria-Geral da União tem por chefe o Procurador-Geral da União ao qual incumbe a sua direção e o exercício da coordenação das atividades das Procuradorias-Regionais da União, das Procuradorias da União nos Estados e das Procuradorias-Seccionais da União, bem como a representação da União nos tribunais superiores. 
No exercício de suas atribuições o Procurador-Geral da União é auxiliado por seus Adjuntos, pelos Procuradores-Regionais da União, pelos Procuradores-Chefes da União e pelos Procuradores-Seccionais da União. 
A atribuição da Procuradoria-Geral da União é residual, ou seja, incumbe-lhe todas as demandas da União que não envolvam causas de natureza fiscal, porquanto tais causam encontram-se dentre as atribuições da Procuradoria-Geral da Fazenda Nacional.